# Hemipsocus chloroticus
Hemipsocus chloroticus är en insektsart som först beskrevs av Hagen 1858.  Hemipsocus chloroticus ingår i släktet Hemipsocus och familjen Hemipsocidae. Inga underarter finns listade i Catalogue of Life.